# Нівологія
Нівологія — наука про сніг.
Однією з основних характеристик снігового покриву є водозапаси снігу — кількість води в сніговому покрові.
Зміст поняття водозапасів снігу полягає у визначенні глибини води, яка має утворитися після того, як весь сніговий покрив розтане водночас. Водозапаси снігу залежить від щільності снігу та його висоти та обчислюються як добуток висоти снігового покриву на щільність снігу.